# Felix Wennergrund
Carl Felix Wennergrund , född 26 mars 2001 är en svensk fotbollsspelare (försvarare) som spelar för Torslanda IK.

## Karriär
Felix Wennergrund är uppvuxen i Kungsbacka och spenderade de första dryga tio åren av sin fotbollskarriär i moderklubben Tölö IF. En säsong i Onsala BK följdes sedan av en flytt till Skåne 2017, då Wennergrund började studera på den fotbollsakademi Jonas Thern startat i Osby. Spel i IFK Osby följde innan han 2018 gjorde övergången till IFK Värnamo.

### IFK Värnamo
Inför säsongen 2020 skrev Wennergrund på sitt första A-lagskontrakt med IFK Värnamo. Det följdes den 21 juni 2020 av tävlingsdebuten, då han stod för ett inhopp i 2-0-segern mot Lindome GIF. Han gjorde sedan ytterligare tolv framträdanden när IFK Värnamo vann Ettan Södra.
Året därpå blev det tre matcher i Superettan, när IFK Värnamo chockade fotbollssverige och vann serien som nykomlingar. Inför klubbens första historiska allsvenska säsong signerade Wennergrund ett nytt tvåårskontrakt med klubben. Den 11 april 2022 fick han också debutera i Allsvenskan, i 0-0-matchen mot IK Sirius. Totalt blev det fyra framträdanden i landets högsta serie under säsongen. 

### Oskarshamns AIK
I mars 2023 gick Wennergrund till Ettan Södra-klubben Oskarshamns AIK.

### Onsala BK
I januari 2024 värvades Wennergrund av Onsala BK, där han skrev på ett ettårskontrakt.

### Torslanda IK
I mars 2025 värvades Wennergrund av Torslanda IK.

## Statistik
| Klubb              | Säsong             | Liga               | Liga    | Liga | Nationell cup | Nationell cup | Totalt  | Totalt |
| Klubb              | Säsong             | Division           | Matcher | Mål  | Matcher       | Mål           | Matcher | Mål    |
| ------------------ | ------------------ | ------------------ | ------- | ---- | ------------- | ------------- | ------- | ------ |
| IFK Värnamo        | 2020               | Ettan Södra        | 13      | 0    | 0             | 0             | 13      | 0      |
| IFK Värnamo        | 2021               | Superettan         | 3       | 0    | 1             | 0             | 4       | 0      |
| IFK Värnamo        | 2022               | Allsvenskan        | 4       | 0    | 3             | 0             | 7       | 0      |
| IFK Värnamo        | Totalt             | Totalt             | 20      | 0    | 4             | 0             | 24      | 0      |
| Oskarshamns AIK    | 2023               | Ettan Södra        | 29      | 1    | 1             | 0             | 30      | 1      |
| Onsala BK          | 2024               | Ettan Södra        | 28      | 0    | 1             | 0             | 29      | 0      |
| Torslanda IK       | 2025               | Ettan Södra        | 4       | 1    | 0             | 0             | 4       | 1      |
| Totalt i karriären | Totalt i karriären | Totalt i karriären | 81      | 2    | 6             | 0             | 87      | 2      |